# Ferrari 1512

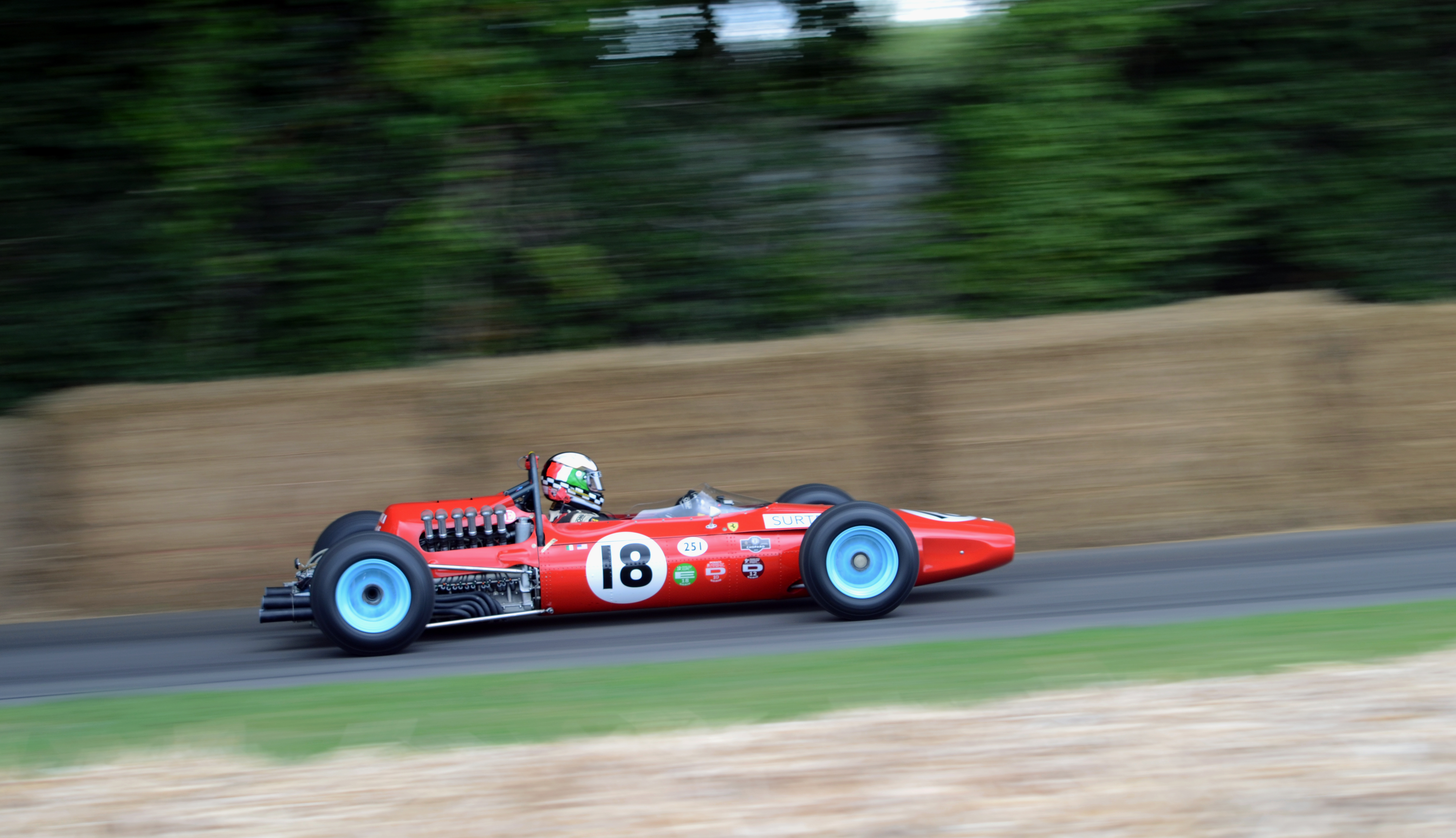
Ferrari 1512 beim Goodwood Festival of Speed 2017

Der Ferrari 1512 wurde 1964 und 1965 von der Scuderia Ferrari in der Formel 1 eingesetzt.

## Entwicklungsgeschichte
Mit dem Ferrari 1512 kehrte die Scuderia zum Zwölfzylindermotor zurück. Das war der Tipo 207, ein 180°-V-Motor mit einem Hubraum von 1489 cm³. Die Leistung lag bei 220 PS. Der Wagen hatte das Fahrgestell des Ferrari 158 und wurde schon gegen Ende der Saison 1964 und die gesamte Automobil-Weltmeisterschaft 1965 parallel zum 158 eingesetzt.

## Renngeschichte
John Surtees war vom 1512 nicht sonderlich begeistert und zog den 158 fast immer vor. Die beste Platzierung für den 1512 war der zweite Platz von Lorenzo Bandini beim Großen Preis von Monaco 1965.